# Keglevichháza
Keglevichháza (románul Cheglevici, németül Keglewitschhausen) falu Romániában, a Bánságban, Temes megyében.

## Története
Borovszky Samu „Torontál vármegye községei” című művében így ír a településről:
Keglevichháza, a nagyszentmiklósi járáshoz tartozó kisközség. Házainak száma 218, lakosaié 1192, akik nagyrészt németajkúak és római katolikus vallásúak. Postája helyben van, távírója és vasútállomása Óbesenyő. E község helyén feküdt a középkorban Kökényér falu. Nevét a mellette volt hasonnevű értől vette, amelynek partján, dúsan tenyésznek a kökénybokrok. A Csanád nemzetség ősi birtokai, közé tartozik. Már a Gellért legenda is megemlékezik róla, mely szerint Csanád vezér megfutamodott serege a kökényéri bokrokban rejtőzött el. Az öreg Belenik egyik fia Vaffa e faluban házat építtetett s ide telepedett. Utána lett azután a község neve Vaffaülése. Mikor Kelemenös bán és Vaffa XIII. század elején megosztoztak, Kökényér helységet is felosztották maguk között; így jutott az egyik rész Kelemenös bán fia Pongrácz ispán birtokába; 1256-ban azonban egészen a Vaffafiak-nak jutott. Ezek egyike ismét eladta a maga részét a Kelemenös ágnak, úgy hogy a nemzetség tagjainak beismerése szerint 1285-ben Kökényér fele ez ág sarjának Tamás ispánnak birtoka volt. A Vaffafiaktól eredő Makófalvi családtól szerezte meg Kökényér másik részét az a Márton nevű nemes, a kinek a fiai is már e faluban laktak s alapítói lettek a Kökényéri családnak, melynek sarjairól 1328-47 között vannak adataink. 1398-ban Zsigmond király, a Csanád nembeli Kelemenös bán ágából származó Telegdy Miklós fiának Jánosnak a nővéreit és leányait, minthogy fia nem maradt, a Kökényéri birtokban fiúsította. 1508-ban az egész falu Telegdy István királyi kincstárnoké, a ki a helységre új adományt nyert. 1333-34-ben már egyházas hely volt. Az 1552. évi török hadjárat alatt elpusztult és lakosai elmenekültek. A királyi adórovó 1560-ban megközelíthetetlen helységként írta be az adólajstromba. A XVII. században Kökönyen, Kuknó elferdített alakban szerepel. Mint pusztára, 1655-57-ben Nagy Balázs és Somogyi János királyi, Krecsics György, Szalatnai György és Tenturich István pedig nádori adományt eszközöltek ki rá. A XVII. század folyamán azonban még a helység nevének az emléke is elenyészik. A jelenlegi falut 1844-ben telepítette a kincstár 3.181 hold területen, német lakossággal. Nevét az akkori kamara elnök: gróf Keglevich Gábor emlékére viseli. A római katolikus templom 1905-ben épült. A község lakosai olvasókört, önképzőkört és önsegélyző szövetkezetet tartanak fenn.

## Népessége
- 1900-ban 1158 lakosából, 1102 német, 49 magyar és 7 román anyanyelvű; 1149 római katolikus, 7 ortodox és 2 református vallású.
- 1992-ben 577 lakosából 310 román, 179 magyar, 40 bolgár, 35 német, 6 cigány, 6 szlovák és 1 ukrán, 283 ortodox, 276 római katolikus, 8 református, 5 pünkösdista , 3 evangélikus és  2 görögkatolikus vallású.

## Látnivalók
- Római katolikus templom

## Külső hivatkozások
- Népszámlálások a háború utáni Romániában Archiválva 2009. január 23-i dátummal a Wayback Machine-ben
- Térkép